# جگوار سی-ایکس۱۶
جگوار سی-ایکس۱۶ (به انگلیسی: Jaguar C-X16) یک خودروی اسپورت الکتریکی هیبریدی مفهومی است که توسط جگوار کارز در نمایشگاه خودرو فرانکفورت ۲۰۱۱ در ۱۳ سپتامبر رونمایی شد. در آوریل ۲۰۱۲، جگوار اعلام کرد که یک خودروی اسپورت جدید بر پایهٔ جگوار سی-ایکس۱۶ به نام اف-تایپ تولید خواهد کرد. که متعاقباً (به‌صورت غیرهیبریدی) در نمایشگاه خودروی پاریس در سپتامبر ۲۰۱۲ به نمایش عموم گذاشته شد.

## طراحی

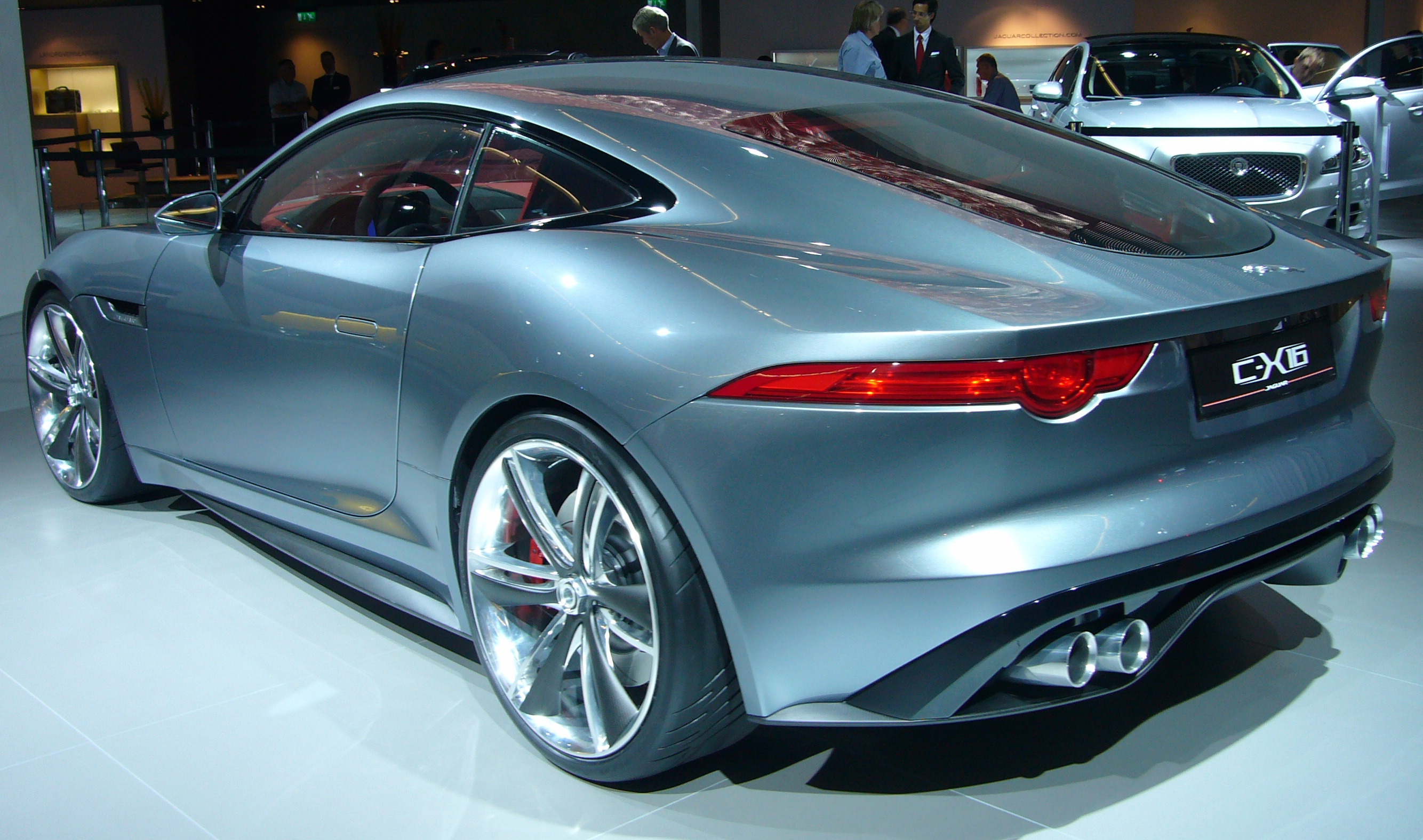
نمای عقب

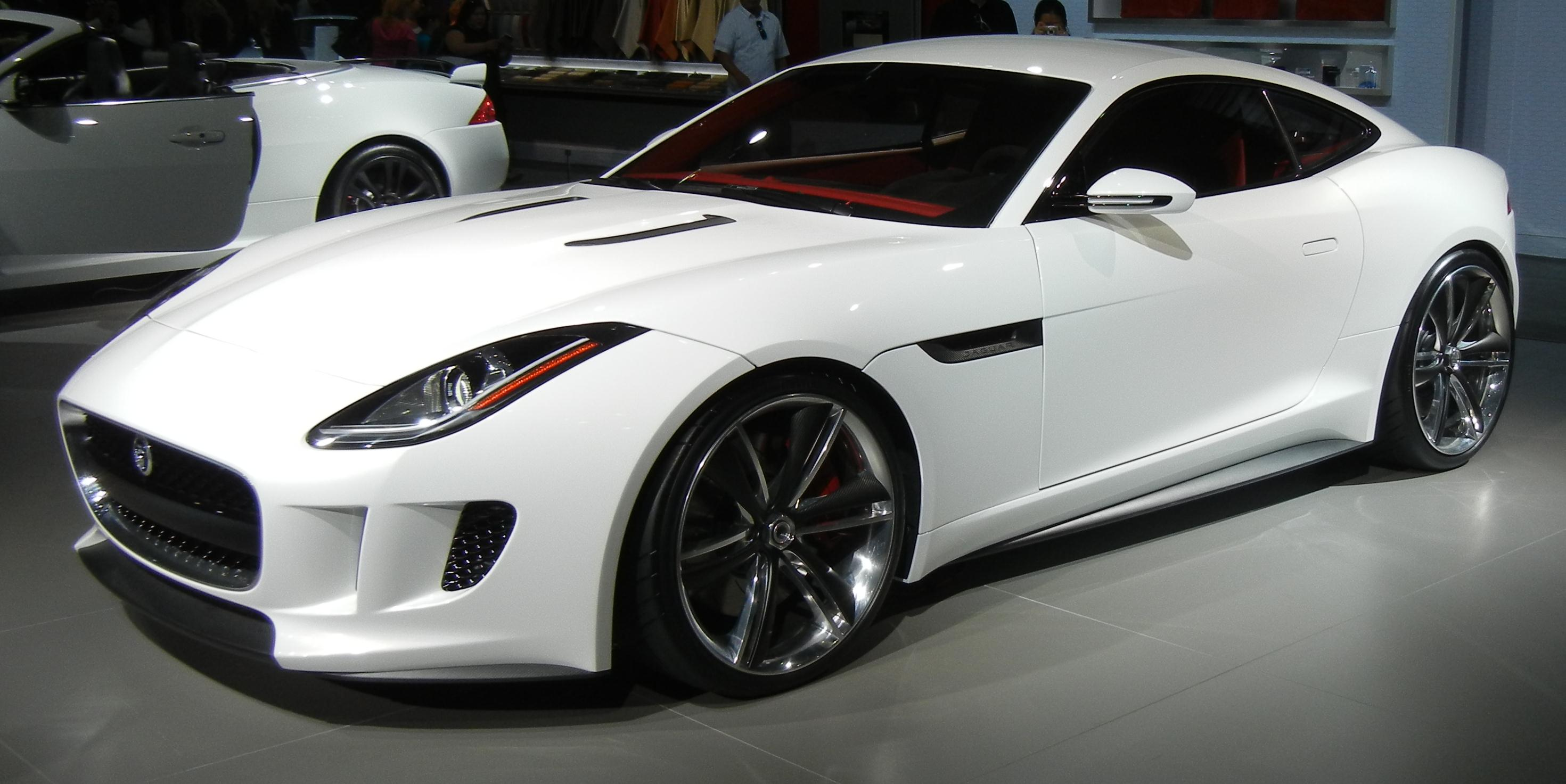
جگوار سی-ایکس۱۶ در نمایشگاه خودرو لس آنجلس ۲۰۱۱

بدنه خودرو از آلومینیوم ساخته شده‌است و جگوار گفته‌است که کوچک‌ترین خودرویی است که از زمان ایکس‌کی۱۲۰ در سال ۱۹۵۴ ساخته شده‌است این پیشرانه شامل یک واحد هیبریدی است که ترکیبی از یک موتور ۳ لیتری وی۶ بنزینی سوپرشارژر ۳۷۵ اسب بخار ترمز (۲۸۰ کیلووات؛ ۳۸۰ اسب بخار متری) ۳۳۲ پوند-فوت (۴۵۰ نیوتن متر) با یک موتور ۹۲ اسب بخار ترمز (۶۹ کیلووات؛ ۹۳ اسب بخار متری) موتور الکتریکی و جعبه‌دنده زداف هشت سرعته خودکار است. بسته باتری که در پشت صندلی‌های جلو نصب می‌شود، با استفاده از سامانه بازسازی ترمز شارژ می‌شود. خودرو می‌تواند به تنهایی با موتور، موتور به تنهایی یا هر دو به صورت ترکیبی کار کند.
تحت قدرت موتور، موتور الکتریکی را می‌توان برای افزایش شتاب، به روشی مشابه سامانه KERS که در خودروهای فرمول ۱ استفاده می‌شود، با استفاده از یک سوئیچ روی فرمان، فعال کرد.

## طراحی ظاهری
فرم سی-ایکس۱۶ از سوپراسپرت مفهومی پلاگین هیبریدی جگوار مدل ۲۰۱۰ سی-ایکس۷۵، از جمله شکل جلوپنجره جلو و چراغ‌های دور پشتی گرفته شده‌است. و دارای یک شیشه عقب با بازشوی جانبی است که یادآور ای-تایپ ۱۹۶۱ است.

## کارایی
ارقام جگوار ۰ - ۶۲ مایل بر ساعت (۱۰۰ کیلومتر بر ساعت) 4.4 ثانیه را نشان می‌دهد شتاب و بیشینه سرعت محدودشده به ۱۸۶ مایل بر ساعت (۳۰۰ کیلومتر بر ساعت) را نشان می‌دهد. میزان کربن دی‌اکسید ۱۶۵ گرم در کیلومتر است. بیشینه سرعت با استفاده از موتور الکتریکی به تنهایی ۵۰ مایل بر ساعت (۸۰ کیلومتر بر ساعت) است.